# Équipe d'Égypte féminine de basket-ball
Cet article traite de l'équipe féminine. Pour l'équipe masculine, voir Équipe d'Égypte masculine de basket-ball.
Maillots
L'équipe d'Égypte féminine de basket-ball est l'équipe nationale qui représente l'Égypte lors des compétitions internationales féminine de basket-ball. Elle est placée sous l'égide de la Fédération égyptienne de basket-ball (EBF). L'équipe est affiliée à la FIBA depuis 1934.
La sélection remporte le Championnat d'Afrique en 1966 et 1968 sous le nom de la République arabe unie. Elle est 2e en 1970 et 1977 et 3e en 1974. Elle est aussi médaillée de bronze aux Jeux africains en 1965, 1973 et 1995. Elle n'a jamais participé à la Coupe du monde ou aux Basket-ball aux Jeux olympiques.

## Résultats

### Palmarès
| Compétitions mondiales                             | Compétitions continentales | Autres compétitions                                                          |
| -------------------------------------------------- | --- | ---------------------------------------------------------------------------- |
| - Jeux olympiques - Néant - Coupe du monde - Néant | - AfroBasket (2) - Vainqueur en 1966 et 1968 - Finaliste en 1970 et 1977 - Troisième en 1974 - Jeux africains - Troisième en 1965 et 1973 | - Jeux panarabes (2) - Vainqueur en 1992 et 1997 - Finaliste en 1999 et 2011 |

### Parcours en compétitions internationales

#### Jeux olympiques
| Année | Position      |      | Année         | Position |               | Année | Position |
| 1976  | Non qualifiée | 1996 | Non qualifiée | 2016     | Non qualifiée |       |          |
| 1980  | Non qualifiée | 2000 | Non qualifiée | 2020     | Non qualifiée |       |          |
| 1984  | Non qualifiée | 2004 | Non qualifiée | 2024     | Non qualifiée |       |          |
| 1988  | Non qualifiée | 2008 | Non qualifiée | 2028     | -             |       |          |
| 1992  | Non qualifiée | 2012 | Non qualifiée | 2032     | -             |       |          |

#### Coupe du monde
| Année | Position      |      | Année         | Position |               | Année | Position |
| 1953  | Non qualifiée | 1979 | Non qualifiée | 2006     | Non qualifiée |       |          |
| 1957  | Non qualifiée | 1983 | Non qualifiée | 2010     | Non qualifiée |       |          |
| 1959  | Non qualifiée | 1986 | Non qualifiée | 2014     | Non qualifiée |       |          |
| 1964  | Non qualifiée | 1990 | Non qualifiée | 2018     | Non qualifiée |       |          |
| 1967  | Non qualifiée | 1994 | Non qualifiée | 2022     | Non qualifiée |       |          |
| 1971  | Non qualifiée | 1998 | Non qualifiée | 2026     | -             |       |          |
| 1975  | Non qualifiée | 2002 | Non qualifiée | 2030     | -             |       |          |

#### AfroBasket
| Année | Position      |      | Année         | Position     |     | Année | Position |
| 1966  | Vainqueur     | 1990 | 7e            | 2013         | 8e  |       |          |
| 1968  | Vainqueur     | 1993 | Non qualifiée | 2015         | 8e  |       |          |
| 1970  | Finaliste     | 1994 | Non qualifiée | 2017         | 7e  |       |          |
| 1974  | Troisième     | 1997 | Non qualifiée | 2019         | 7e  |       |          |
| 1977  | Finaliste     | 2000 | 7e            | 2021         | 6e  |       |          |
| 1979  | Non qualifiée | 2003 | Non qualifiée | 2023         | 10e |       |          |
| 1981  | Non qualifiée | 2005 | Non qualifiée | 2025         | 9e  |       |          |
| 1983  | Non qualifiée | 2007 | Non qualifiée | 2027         | -   |       |          |
| 1984  | 6e            | 2009 | Non qualifiée | Pays inconnu | -   |       |          |
| 1986  | Non qualifiée | 2011 | Non qualifiée | Pays inconnu | -   |       |          |

## Effectif
Les joueuses suivantes participent au championnat d'Afrique 2017.
| Numéro | Joueuse            | Poste       | Naissance         | Taille | Club 2016-2017 |
| ------ | ------------------ | ----------- | ----------------- | ------ | -------------- |
| 4      | Mannar Youssef     | Ailier      | 4 novembre 1993   | 1,77 m |                |
| 5      | Nouralla Abdelalim |             | 15 juin 1997      | 1,85 m |                |
| 8      | Soraia Deghady     |             | 16 juillet 1995   |        |                |
| 9      | Reem Awad          | Arrière     | 28 juin 1993      | 1,71 m |                |
| 11     | Radwa Sherif       | Ailier fort | 1er février 1998  | 1,86 m |                |
| 12     | Rana Abdelfattah   | Ailier      | 18 janvier 1998   | 1,82 m |                |
| 14     | Menatalla Awad     |             | 10 septembre 1991 | 1,78 m |                |
| 18     | Asrar Bakr         | Arrière     | 10 août 1998      | 1,80 m |                |
| 41     | Hala Alshaarawy    | Ailier      | 18 janvier 1993   | 1,81 m |                |
| 49     | Meral Abdelgawad   | Meneur      | 13 novembre 1998  | 1,81 m |                |
| 69     | Mai Helwa          |             | 2 janvier 1989    |        |                |